# Calypso (Dan Hylander)
Calypso är ett musikalbum av Dan Hylander & Raj Montana Band, utgivet 1983.

## Låtlista
1. Längtans blå hotell - (Dan Hylander)
2. Brinner än - (Dan Hylander/Dennis Linde)
3. Aldrig det vi vill - (Dan Hylander)
4. Dis - (Dan Hylander)
5. Vildrosor o tistlar - (Dan Hylander)
6. 21/3 - (Dan Hylander)
7. I hemlighet - (Dan Hylander)
8. Maria utan man - (Dan Hylander)
9. Vykort, vykort - (Dan Hylander)
10. Stormens öga (vid liv, vid liv) - (Dan Hylander)

## Raj Montana Band
- Dan Hylander - Sång
- Pelle Alsing - Trummor
- Ola Johansson - Bas
- David Carlson - Gitarr
- Hasse Olsson) - Orgel & piano
- Clarence Öfwerman - Piano

## Övriga medverkande musiker
- Emily Gray
- Py Bäckman
- Leif Lindvall
- Glen Myerscough
- Agneta Olsson
- Mats Ronander
- Johan Stengård
- Åke Sundqvist

## Listplaceringar
| Lista (1983) | Topplacering |
| ------------ | ------------ |
| Sverige      | 5            |